# 賈文昭
賈文昭（？年—？年），彰明人，由廩貢，咸豐三年署鄰水縣教諭。是一位政治人物，清朝時曾在四川順慶府鄰水縣（位於今四川省東部，梁大同三年置，是一個千年古縣）擔任官吏。道光二十一年署大邑訓導，咸豐八年署峨眉訓導。